# Region Sörmland

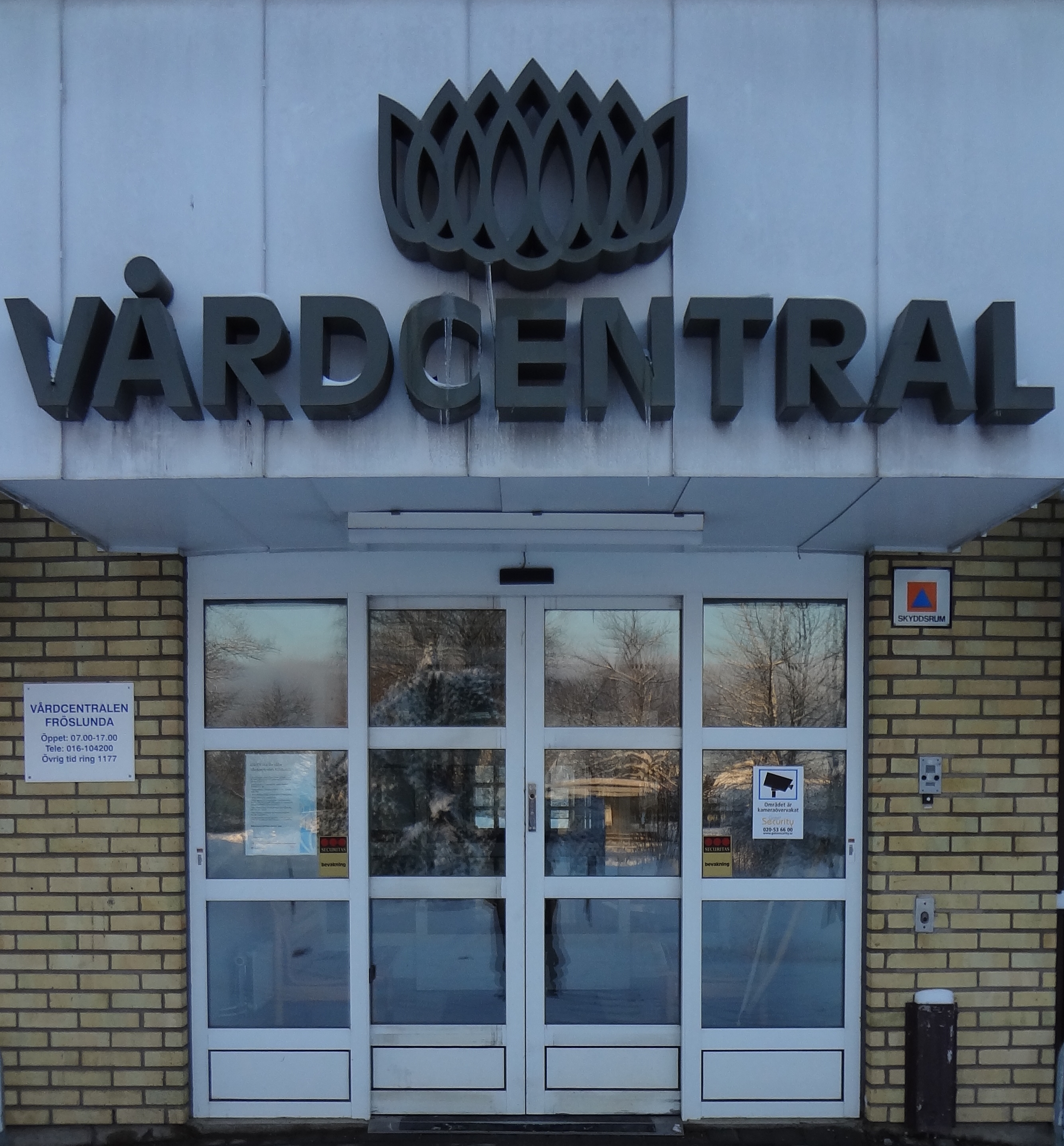
Region Sörmlands logotyp.

Region Sörmland (tidigare: Södermanlands läns landsting och Landstinget Sörmland) är en administrativ region (sekundärkommun) för de 301 330 invånarna i Södermanlands län. Region Sörmland ansvarar främst för hälso- och sjukvård. Förutom hälso-, tand- och sjukvård, har regionen även ett ansvar för den regionala utvecklingen i regionen. Regionen står också för allmänna kommunikationer inom länet, och har också ansvar för regional kulturverksamhet.

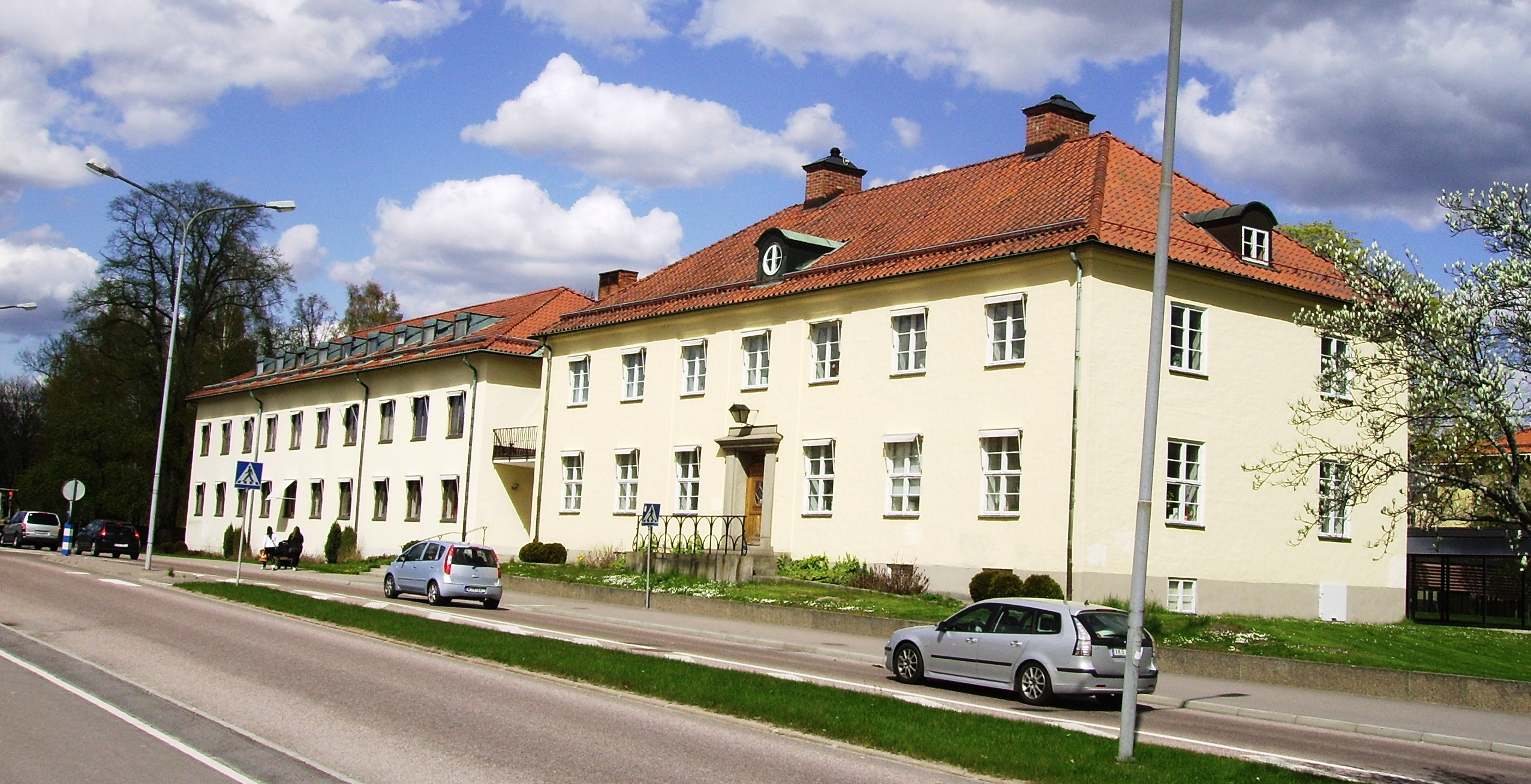
Landstingsarkivet.

## Namnbyte och utökat ansvar
Den 1 januari 2019 bytte Landstinget Sörmland namn till Region Sörmland. Utöver landstingets tidigare verksamhet kom regionen att ha ansvar för fysisk planering och utveckling av infrastruktur i Södermanlands län samt ta över ansvaret som regional kollektivtrafikmyndighet.

## Sjukhus
- Karsuddens sjukhus, Katrineholm,  rättspsykiatriskt sjukhus
- Kullbergska sjukhuset, Katrineholm
- Mälarsjukhuset, Eskilstuna
- Nyköpings lasarett

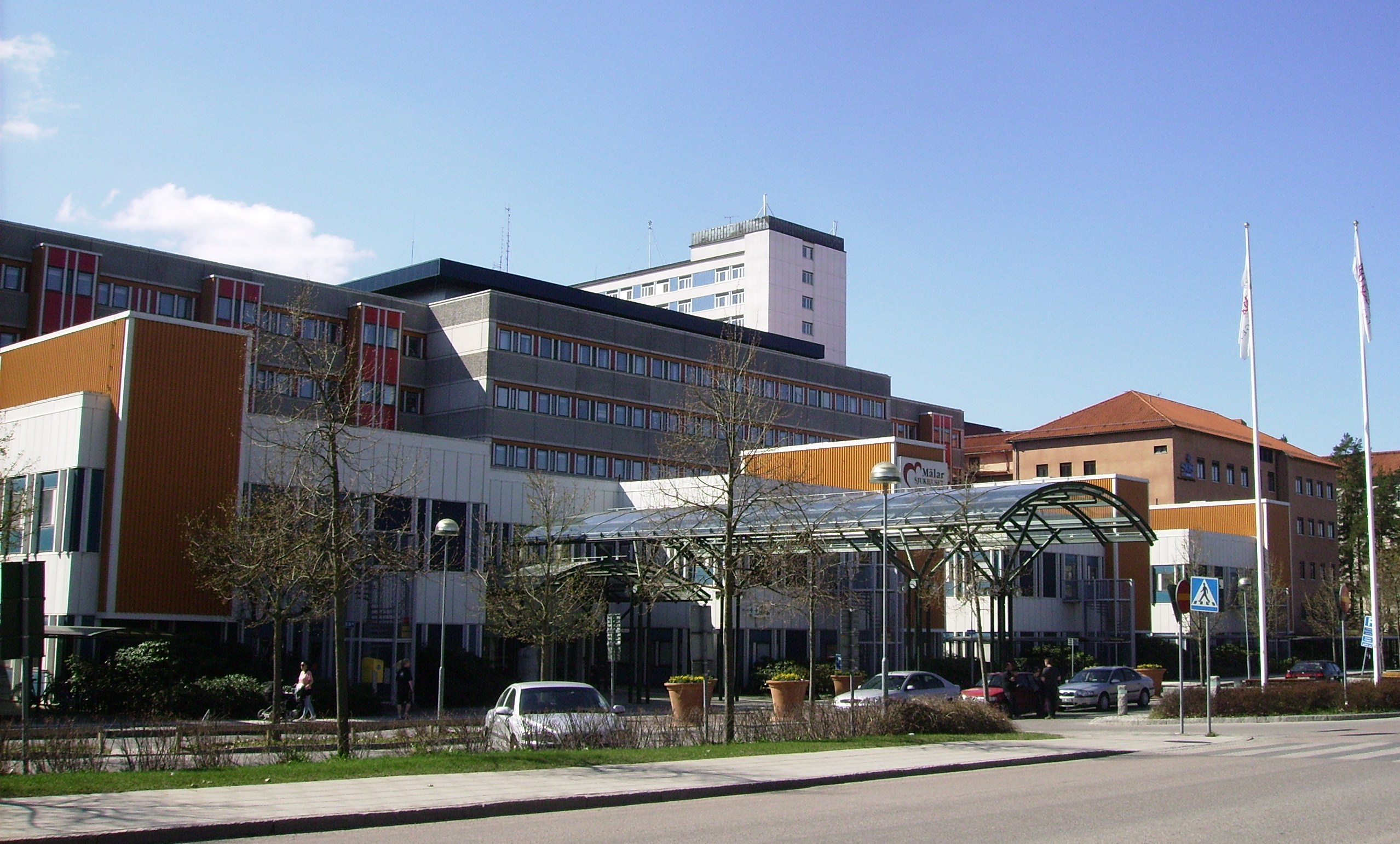
Eskilstuna lasarett.
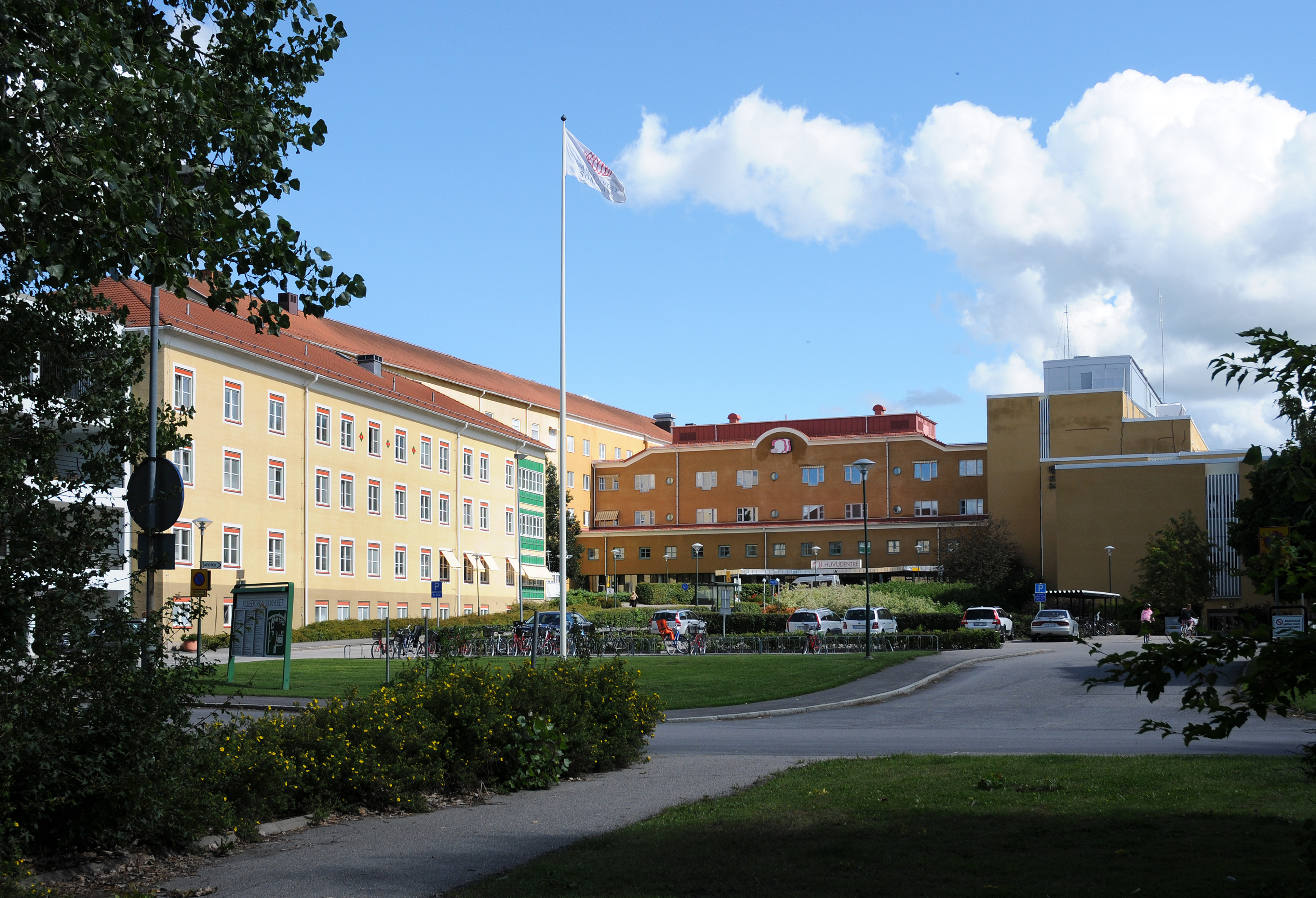
Kullbergska sjukhuset.
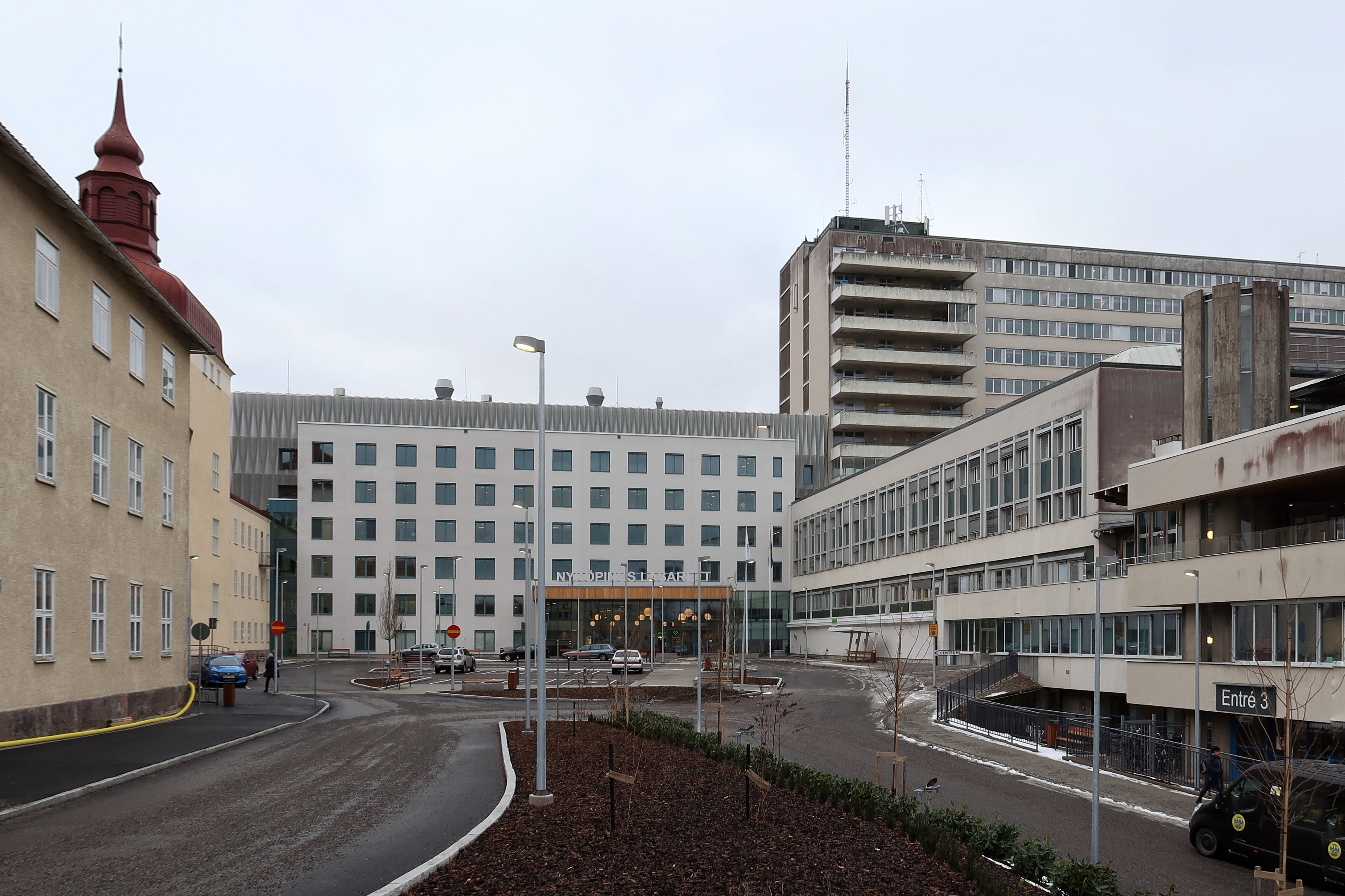
Nyköpings lasarett.

## Kollektivtrafik
Region Sörmland är regional kollektivtrafikmyndighet för länet. För trafiken används varumärket Sörmlandstrafiken.

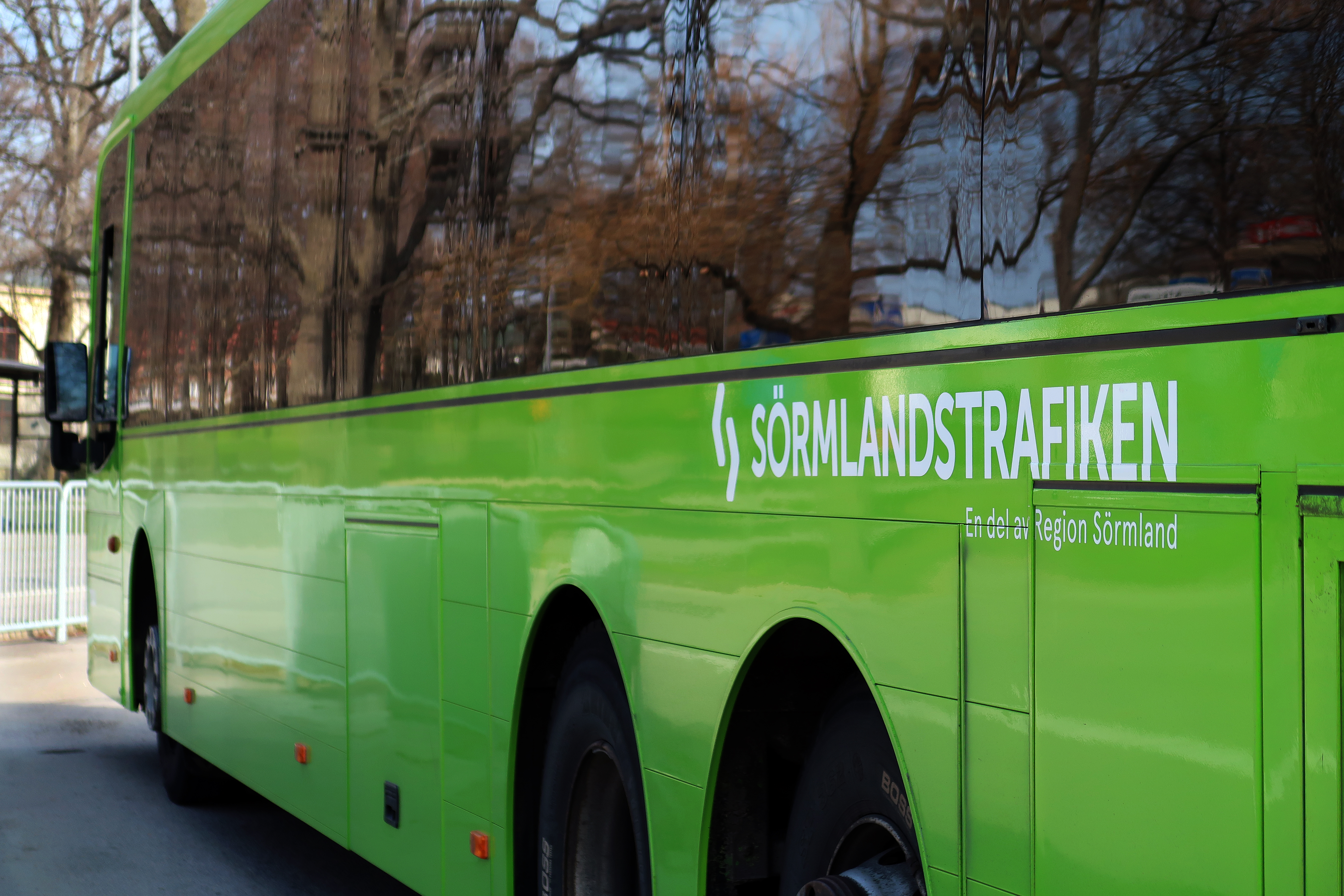

## Kultur och utbildning
En verksamhet inom Region Sörmland är Kultur & Utbildning Sörmland. Här ingår Nynäs slott, Åsa folkhögskola, Naturbruksgymnasiet Öknaskolan, Eskilstuna folkhögskola, Sörmlands museum, Scenkonst Sörmland och Biblioteksutveckling Sörmland. Kulturorganisationer, kulturföreningar, enskilda firmor eller folkbildande organisationer med verksamhet i regionen kan söka kulturbidrag.
Region Sörmland ingår i kultursamverkansmodellen och får därigenom statliga medel inom verksamhetsområdena professionell teater-, dans- och musikverksamhet, regional museiverksamhet, regional biblioteksverksamhet, läs- och litteraturfrämjande verksamhet, professionell bild- och formverksamhet, regional enskild arkivverksamhet, filmkulturell verksamhet och hemslöjdsfrämjande verksamhet. I Kulturplan Sörmland, som beslutas av regionfullmäktige, regleras uppdrag, mål och prioriteringar för den regionala kulturverksamheten.
Landstinget i Södermanland mottog 2008 utmärkelsen Årets Jazzkommun.

## Organisation
Region Sörmland är, precis som alla Sveriges 21 regioner, en politiskt styrd organisation. Regionfullmäktige är högsta beslutande organ och regionstyrelsen har det verkställande politiska ansvaret och bereder ärenden som behandlas i regionfullmäktige. Regionen styrs av politiker som valts av medborgarna i regionen.

## Politik
Regionfullmäktige har 79 ledamöter. Socialdemokraterna, Centerpartiet och Vård för Pengarna bildar tillsammans en majoritet under mandatperioden 2018–2022.
Lista över styrande regionråd:
- Monica Johansson (S), Regionstyrelsens Ordförande
- Jacob Sandgren (S), Regionråd med särskilt samordningsansvar
- Jonas Lindeberg (VfP), Regionråd med särskilt ansvar för hälso- och sjukvård
- Louise Wiklund (VfP), Regionråd med särskilt ansvar för personalfrågor
- Mattias Claesson (C), Regionråd med särskilt ansvar för kollektivtrafik

### Mandatfördelning i valen 1916–1966
| 14 | 12 | 21 |

| 16 | 12 | 22 |

| 20 |  | 16 | 7 |

| 43 |

| 24 | 2 | 9 | 9 |

| 43 |

| 25 | 2 | 7 |  | 9 |

| 43 |

| 25 | 5 | 4 | 10 |

| 44 |

| 24 | 6 | 6 | 7 |

| 43 |

| 26 | 5 | 6 | 5 |

| 40 |

| 28 | 6 | 7 | 3 |

| 42 |

| 28 | 7 | 8 | 3 |

| 43 |

| 28 | 6 | 11 |  |

| 42 |

| 30 | 7 | 10 | 6 |

| 47 |

| 29 | 7 | 10 | 8 |

| 47 |

| 32 | 7 | 10 | 6 |

| 48 |

|  | 31 | 10 | 10 | 6 |

### Mandatfördelning i valen 1970–2022
| 34 | 12 | 10 | 4 |

| 51 | 9 |

|  | 29 | 14 | 5 | 6 |

| 43 | 12 |

|  | 34 | 14 | 7 | 8 |

| 45 | 20 |

| 3 | 34 | 11 | 7 | 10 |

| 39 | 26 |

| 3 | 36 | 9 | 4 | 13 |

| 40 | 25 |

| 3 | 34 | 7 | 9 | 12 |

| 39 | 26 |

| 3 | 33 | 3 | 7 | 9 | 10 |

| 34 | 31 |

| 3 | 30 | 6 | 8 | 4 | 14 |

| 37 | 28 |

| 4 | 34 | 3 | 5 | 5 |  | 12 |

| 34 | 31 |

| 7 | 28 | 3 | 4 | 4 | 6 | 13 |

| 31 | 34 |

| 5 | 30 | 3 | 4 | 8 | 5 | 10 |

| 31 | 34 |

| 4 | 29 | 3 | 5 | 5 | 4 | 15 |

| 33 | 32 |

| 4 | 27 | 6 | 4 | 4 | 5 | 3 | 18 |

| 33 | 38 |

| 4 | 23 | 4 | 8 | 8 | 4 | 3 | 3 | 14 |

| 41 | 30 |

| 5 | 23 | 11 | 15 | 4 |  | 4 | 14 |

| 40 | 39 |

| 5 | 26 | 14 | 10 | 4 | 5 | 15 |

### Valkretsar
Regionens område är indelat i fyra valkretsar vid regionvalen. De består av Nyköpings, Oxelösunds, Gnesta och Trosa kommuner; Katrineholms och Vingåkers kommuner; Flens och Strängnäs kommuner respektive Eskilstuna kommun.